# Здание администрации Бексли
Здание администрации Бексли (англ. Bexley Civic Offices) — муниципальное учреждение на Уотлинг-стрит в Бекслихите (Лондон, Великобритания). Здесь находится администрация, Совет лондонского боро Бексли.

## История
В 1903 году администрация и Совет лондонского боро Бексли располагались в здании начала XIX века на южной стороне Бродвея в Бекслихите, известном как Оак-Хаус. После того, как Бексли получил статус муниципального боро в 1932 году, Оак-Хаус оставался штаб-квартирой нового муниципального боро Бексли до его слияния с муниципальным боро Эрит с образованием Лондонского боро Бексли с новой штаб-квартирой в Эрит-Таун-Холле в 1965 году. Новый Совет использовал Эрит-Таун-Холл недолго, так как в 1979 году было принято решение о сносе Оак-Хауса, для того, чтобы освободить место для специально построенного здания администрации, которое открылось на том же месте на южной стороне Бродвея в 1980 году.
Здание на Уотлинг-стрит, спроектированное в стиле пагоды, использовалось как главный офис Вулиджского строительного общества. Это здание, стоимостью 10,5 млн фунтов стерлингов, было официально открыто принцессой Анной в 1989 году. После приобретения строительного общества Вулиджа конгломератом Barclays в 2000 году и последующего периода интеграции, здание на Уотлинг-стрит в 2005 году освободилось.
Тем временем Совет лондонского боро Бексли искал новые помещения для замены устаревших зданий на южной стороне Бродвея. Здание на Уотлинг-стрит было отремонтировано компанией Mace за 21,4 миллиона фунтов стерлингов по проекту Bennetts Associates. Работы включали в себя реконструкцию здания для создания открытой планировки, а также строительство нового здания в задней части участка для размещения зала заседаний совета, зоны для членов совета и общественных галерей. Около 1300 сотрудников совета, которые ранее располагались в четырёх разных местах в районе, переехали в новое здание в мае 2014 года. Оно было официально открыто мэром Лондона, Борисом Джонсоном, в октябре 2014 года.
В январе 2021 года, во время пандемии COVID-19, здание администрации Бексли использовалось как место для проведения тестирования на COVID-19. Начиная с июня, офисы администрации Бексли также использовались как пункт вакцинации от COVID-19.